# Língua kakabai
O Kakabai (ou Igora) é uma língua Malaio-Polinésia falada por cerca de 900 pessoas na província Milne Bay da  Papua-Nova Guiné.

## Escrita
O Kakabai usa uma forma de alfabeto latino ensinada por missionários, a qual usa somente 19 letras, não apresentando as letras C, F, H, J, Q, X, Z, havendo, porém a forma Kw e o G barrado.